# Sarah Young (Schriftstellerin)

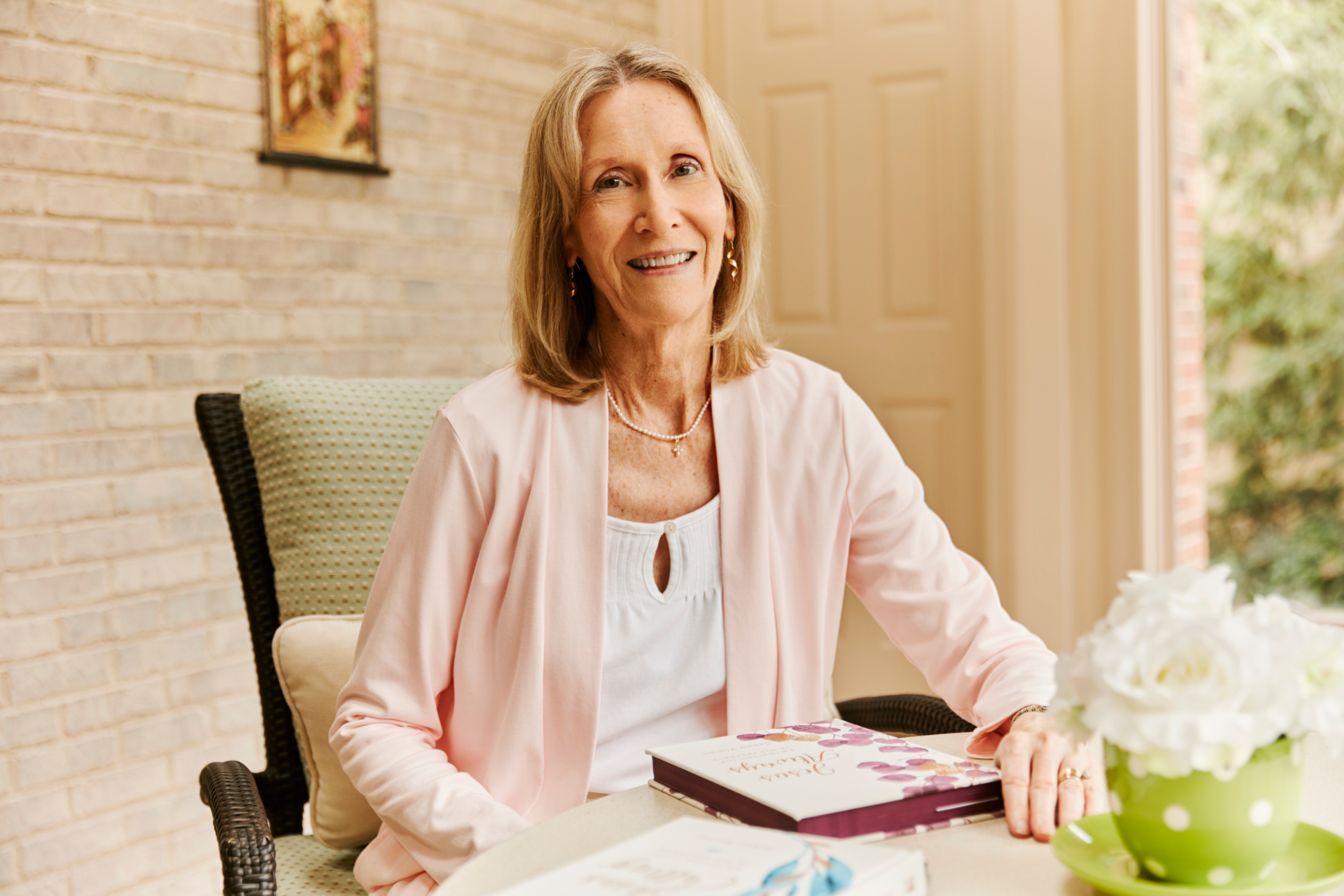
Sarah Young (2019)

Sarah Young (* 15. März 1946 in Nashville, Tennessee; † 31. August 2023 in Brentwood, Tennessee) war eine US-amerikanische Schriftstellerin, die als Autorin des Andachtsbuches Jesus Calling (deutsch: Ich bin bei dir) bekannt wurde. Von ihren Büchern wurden insgesamt über 15 Millionen Exemplare verkauft, ihre täglichen Kurzansprachen werden von über 100 Radiostationen übertragen und von über 500.000 Personen gehört.

## Leben und Wirken
Sarah Young wurde in Nashville geboren und wuchs im Süden der USA auf. Bis 1968 studierte sie am Wellesley College, einer privaten Hochschule für Frauen, die in der Nähe von Boston in Massachusetts liegt. Sie machte einen Studienabschluss in Philosophie und Psychologie/Seelsorge. Danach unternahm sie vier Reisen nach Europa, las das Buch Escape from Reason (deutsch: Preisgabe der Vernunft) von Francis Schaeffer und fand 1973 in dessen Zentrum Abri zum christlichen Glauben. Einen Master in biblischen Studien und Beratung erhielt sie vom Covenant Theological Seminary in St. Louis und von der Georgia State University. 1974 erwarb sie an der Tufts University einen Master in Pädagogik mit Schwerpunkt Kindererziehung.
Mit ihrem Mann arbeitete sie in Japan, ab 1991 in Australien und später in den USA für das Missionswerk Mission to the World. Sie gehörten der Presbyterian Church in America (PCA) an.
Youngs Anliegen war es, in eine Liebesbeziehung mit Jesus zu kommen, in Gottes Gegenwart zu leben und andere Menschen dorthin zu führen. Ihr Werk „Jesus Calling“ (deutsch: Ich bin bei dir) verkaufte sich neun Millionen Mal und erschien in 26 Sprachen (Stand 2013). Es handelt sich um eine Sammlung von 365 kurzen religiösen Texten (als „devotions“ bzw. „Andachten“ bezeichnet).
Zusätzlich werden ihre einminütigen Kurzandachten in der Show von Eric Metaxas der Salem Media Gruppe ausgestrahlt. Mehr als 100 Radiostationen des SiriusXM Radiokanals senden diese Jesus Calling-Andachten, die von über 500.000 Zuhörer täglich gehört werden.

## Privates
Sie war mit Stephen, einem presbyterianischen Pastor und Missionar, verheiratet und hatte zwei Kinder.

## Schriften
- Jesus Calling: enjoying peace in His presence: devotions for every day of the year. Thomas Nelson, Nashville 2004, ISBN 1-4041-8782-0.
  - Ich bin bei dir: 366 Liebesbriefe von Jesus: Morgen- & Abendandachten. Ins Deutsche übersetzt von Silvia Lutz. Gerth Medien, Asslar 2009, ISBN 978-3-86591-410-1.
- Dear Jesus : seeking his life in your life. Thomas Nelson, Nashville 2007, ISBN 978-1-4041-0495-2.
  - Komm zu mir: Briefwechsel mit Jesus. Ins Deutsche übersetzt von Martina Merckel-Braun. Gerth Medien, Asslar 2011, ISBN 978-3-86591-624-2.
- Jesus lives: seeing His love in your life: a companion to Jesus calling. Thomas Nelson, Nashville 2009, ISBN 978-1-4041-8695-8.
  - Immer bei dir.  Ins Deutsche übersetzt von Martina Merckel-Braun. Gerth Medien, Asslar 2013, ISBN 978-3-86591-765-2.
- Jesus calling: 365 devotions for kids. Thomas Nelson, Nashville 2010, ISBN 978-1-4003-1634-2.
- Jesus calling for little ones. Thomas Nelson, Nashville 2015, ISBN 978-0-7180-3384-2.
  - Ich bin bei dir. Ins Deutsche übersetzt von Laurenz Scheunemann. Gerth Medien, Asslar 2017, ISBN 978-3-95734-157-0.
- Jesus always - embracing joy in his presence. Thomas Nelson, Nashville 2016, ISBN 978-0-7180-3950-9.
  - Ich bin das Licht auf deinem Weg: 366 Liebesbriefe von Jesus. Ins Deutsche übersetzt von Silvia Lutz. Gerth Medien, Asslar 2018, ISBN 978-3-95734-470-0.
- Jesus calling. The story of Christmas. Thomas Nelson, Nashville 2018, ISBN 978-1-4002-1029-9.
  - Ich bin bei dir. Die Weihnachtsgeschichte. (Übersetzung und Bearbeitung von Verena Keil; Illustrationen von Katya Longhi), Gerth Medien, Asslar 2019, ISBN 978-3-95734-604-9.
  - Mein Licht auf deinem Weg. Liebevolle Zusagen von Jesus für die Advents- und Weihnachtszeit. Ins Deutsche übersetzt von Silvia Lutz. Gerth Medien, Asslar 2020, ISBN 978-3-95734-666-7.
- Jesus listens. Daily Devotional Prayers of Peace, Joy, and Hope. Thomas Nelson, Nashville 2021, ISBN 978-1-4002-1558-4.
  - Du schenkst mir deinen Frieden. 366 Liebesbriefe an Jesus. Ins Deutsche übersetzt von Antje Balters. Gerth Medien, Asslar 2022, ISBN 978-3-95734-897-5.

## Kritik
Vor allem konservative Evangelikale warfen Young unbiblische spirituelle Praktiken vor, die über die Bibel hinausgehen würden. Dazu gehöre insbesondere auch das Hören auf Gott, statt Gottes Reden nur von der Bibel her zu erwarten. Youngs Verwendung von Ich-Botschaften im Namen von Jesus sei mehr als ein stilistisches Mittel, sondern suggeriere einen Absolutheits- und Wahrheitsanspruch, der eigentlich nur Gott und seinen anerkannten und beglaubigten Offenbarungen in der Bibel zustehe. Gottes souveränes Reden und Handeln werde dadurch relativiert.